# Heinrich Schëuch

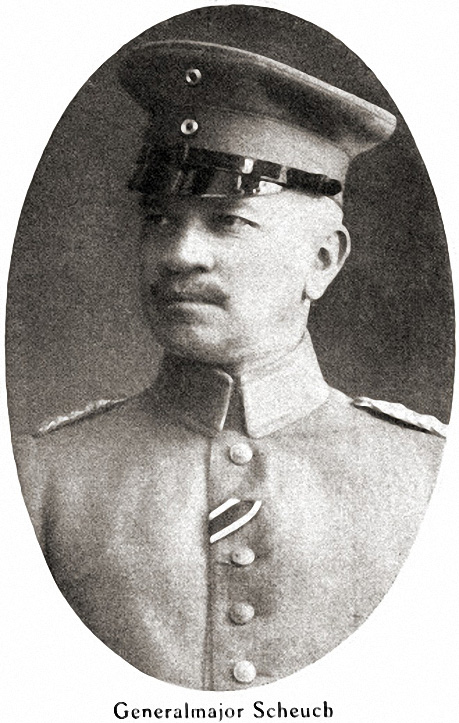
Heinrich Schëuch

Heinrich Schëuch (* 21. Juni 1864 in Schlettstadt; † 3. September 1946 in Bad Kissingen) war ein deutscher General der Infanterie sowie vom 9. Oktober 1918 bis 2. Januar 1919 preußischer Kriegsminister. Er war einer der wenigen Elsässer, die im Deutschen Kaiserreich einen höheren militärischen Dienstgrad erlangten.

## Herkunft
Sein Vater (1820–1888) wirkte als Oberlandesgerichtsrat in Colmar und lebte bis zu seinem Tode auf seinem Besitz in Herlisheim. Seine Mutter Emilie Graeff wurde 1831 in Schlettstadt geboren und verstarb 1879 in Herlisheim.

## Militärkarriere
Schëuch besuchte das Lyceum in Colmar und die Kadettenanstalt. Anschließend wurde er am 15. April 1882 als charakterisierter Fähnrich dem 4. Badischen Infanterie-Regiment „Prinz Wilhelm“ Nr. 112 der Preußischen Armee in Colmar überwiesen. Nachdem er am 16. November 1882 das Patent zu seinem Dienstgrad erhalten hatte, wurde er am 17. Oktober 1883 zum Sekondeleutnant befördert. Ab 30. August 1889 fungierte er als Adjutant des IV. Bataillons und wurde dann zum 1. April 1890 in das 7. Badische Infanterie-Regiment Nr. 142 versetzt und hier als Adjutant des I. Bataillons verwendet. In dieser Funktion wurde Schëuch am 28. Juli 1892 Premierleutnant und besuchte vom 1. Oktober 1892 bis 30. September 1893 die Kriegsakademie. Im Anschluss daran war er bis 11. September 1895 Regimentsadjutant. Daran schloss sich seine weitere Verwendung als Adjutant der 58. Infanterie-Brigade an. Unter Belassung in diesem Kommando und unter gleichzeitiger Beförderung zum Hauptmann wurde Schëuch am 27. Januar 1897 in das 2. Oberrheinische Infanterie-Regiment Nr. 99 versetzt.
Mitte November 1897 kommandierte man ihn zum Kriegsministerium nach Berlin. Mit seiner Ernennung zum Adjutant des Direktors des Militär-Ökonomie-Departements versah Schëuch bis 15. Juni 1900 seinen Dienst im Kriegsministerium. Er trat dann wieder in den Truppendienst zurück und wurde Kompaniechef im 7. Rheinischen Infanterie-Regiment Nr. 69. Am 22. März 1902 folgten seine erneute Kommandierung zum Kriegsministerium und einen Monat später seine Versetzung hierher. Schëuch diente bis 17. Oktober 1908 als Etat-Referent in der Armee-Abteilung und wurde zwischenzeitlich am 18. August 1903 zum Major befördert. Ein weiteres Truppenkommando erfolgte als Kommandeur des I. Bataillons im 4. Garde-Regiment zu Fuß. Am 7. Juli 1913 beauftragte man ihn mit der Wahrnehmung der Geschäfte als Direktor des Zentral-Departments im Kriegsministerium. Ab 21. Juli 1913 war Schëuch auch gleichzeitig stellvertretender Bevollmächtigter zum Bundesrat.
Zu Beginn des Ersten Weltkriegs wurde Schëuch am 2. August 1914 zum Chef des mobilen Stabes des Kriegsministers Erich von Falkenhayn ernannt und übte auch die Funktion des Direktors des Allgemeinen Kriegsdepartements aus. Am 8. August kam es zu einem Treffen mit Walther Rathenau, der die Gründung einer Kriegsrohstoffabteilung vorschlug, was Schëuch sofort umsetzte.
Nachdem Schëuch am 27. Januar 1916 zum Generalmajor befördert worden war, übernahm er am 11. Mai 1916 das Kommando über die 29. Infanterie-Brigade und führte diese u. a. in der Schlacht an der Somme. Das Kommando über die Brigade gab er am 12. Januar 1917 ab und wurde zum Kommandeur der 33. Division ernannt. In dieser Funktion nahm er u. a. an den Kämpfen in den Argonnen sowie der Doppelschlacht Aisne-Champagne teil. Nach Querelen über die Kriegsgewinne und deren Abschöpfung musste der Leiter des Kriegsamtes Generalleutnant Wilhelm Groener seinen Posten am 15. August 1917 räumen und wurde durch Schëuch ersetzt.
Schëuch musste erhebliche Einbußen in den Kompetenzen des Kriegsamtes hinnehmen und unter den Bedingungen einer immer weiter verschlechterten Kriegslage sein Amt ausüben. Am 6. April 1917 hatten die Vereinigten Staaten von Amerika dem deutschen Kaiserreich den Krieg erklärt. Für seine Verdienste verlieh ihm Wilhelm II. am 8. April 1918 den Orden Pour le Mérite. Der Höhepunkt seiner militärischen Karriere war die Ernennung am 9. Oktober 1918 zum preußischen Kriegsminister, der jetzt als Obermilitärbefehlshaber direkt weisungsbefugt gegenüber den Militärbefehlshabern wurde. Er konnte im Grunde genommen nur noch als Nachlassverwalter eines verlorenen Krieges fungieren.
Am 9. November 1918 brach die Revolution in Deutschland aus und der Waffenstillstand wurde am 11. November im Eisenbahnwagen im Wald von Compiègne geschlossen. Schëuch reichte sein Entlassungsgesuch als preußischer Kriegsminister zum 15. Dezember 1918 ein. Am 2. Januar 1919 wurde seinem Entlassungsersuchen stattgegeben, unter Belassung der gesetzlichen Pension.
Am 27. August 1939, dem sogenannten Tannenbergtag, erhielt Schëuch den Charakter als General der Infanterie verliehen.